# Erdélyi magyar szótörténeti tár
Az Erdélyi magyar szótörténeti tár a 16–19. századi erdélyi magyar nyelv szókincsének a gyűjteménye. Az anyagot – mintegy másfélmillió adatot – Szabó T. Attila gyűjtötte össze a legkülönbözőbb történelmi forrásokból: birtok- és szolgálat-összeírások, végrendeletek, osztálylevelek, kelengye- és tárgylajstromok, csere- és adásvételi iratok, nyugták, költségjegyzékek, körlevelek, egyházlátogatási, törvénykezési, valamint városi, falusi meg széki jegyzőkönyvek, anyakönyvek, jobbágykezeslevelek, naplók, levelek, emlékiratok. Ő volt az első hét kötet főszerkesztője is; halála után (a 8. kötettől) a főszerkesztő Vámszer Márta lett, a 12. kötettől pedig Kósa Ferenc. A sorozat tervezett 15 kötetéből eddig 14 jelent meg (A-Zs betűtartomány). Az első kötetek a bukaresti Kriterion Könyvkiadónál, 1989-től a budapesti Akadémiai Kiadó és az Erdélyi Múzeum-Egyesület gondozásában.
A szótár munkaközössége 2002-ben a Kisebbségekért Díjat kapta.

## Közreműködők
B. Gergely Piroska, Csáti Éva (Szabó T. Attila felesége), Daly Ágnes, Fodor Irén, Incze Andorné, Kabán Annamária, Kelemen Béla, Kiss András, Kósa Ferenc, Kürti Miklós, K. Tichy Magda, Nagy Jenő, P. Bodrogi Katalin, P. Dombi Erzsébet, Seres Zsófia, Szabó György, Szabó Judit, Szabó T. E. Attila, Szász Lőrinc, Szilágyi N. Éva, T. Szabó Csilla, Vámszer Márta, Vígh Károly, W. Török Judit, Zsemlyei János, Zs. Maksay Mária.